# Max Volkhart

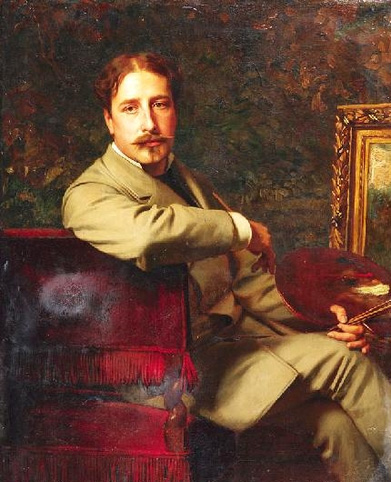
Max Volkhart, gemalt von seinem Schwiegervater Julius Roeting, 1881

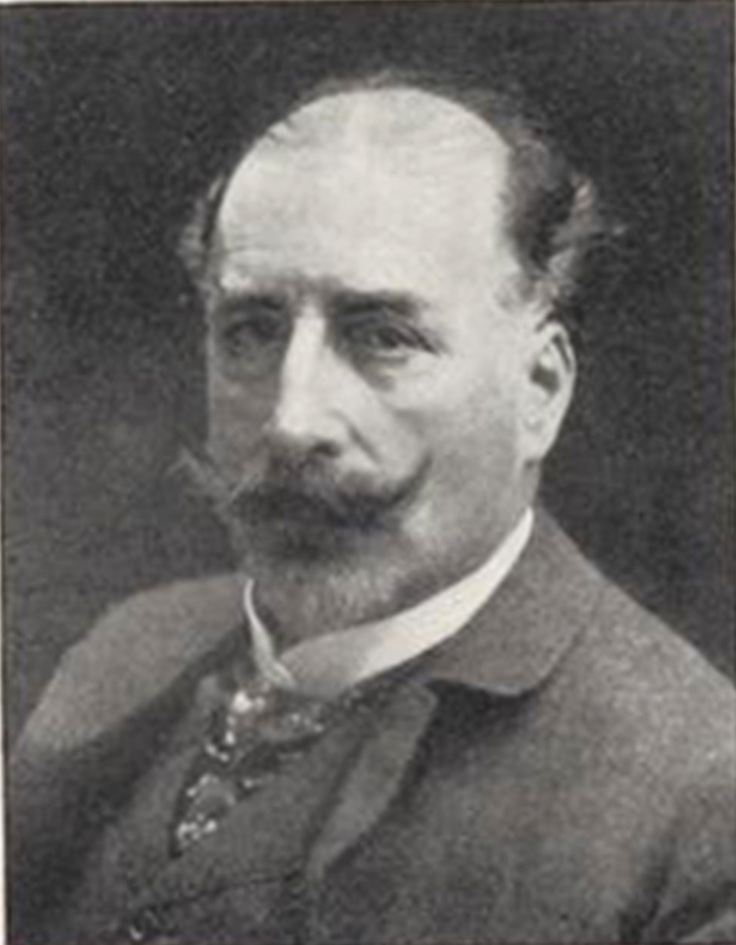
Max Volkhart, Kunst-Ausschuss und Delegierter der Internationalen Kunstausstellung und großen Gartenbau-Ausstellung im Kunstpalast, Düsseldorf 1904

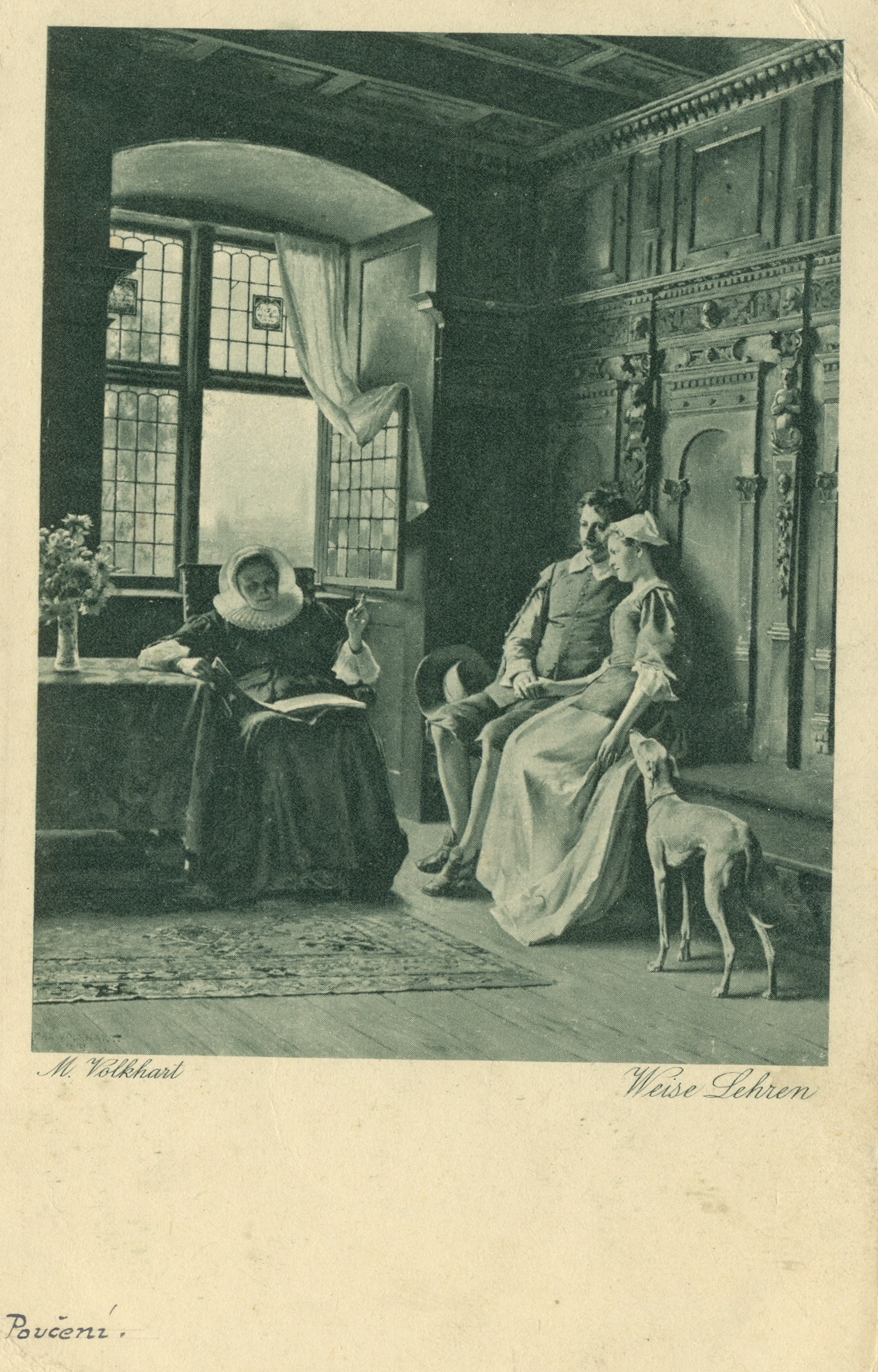
Postkarte mit dem Bild Weise Lehren von Volkhart

Max Volkhart (* 17. Oktober 1848 in Düsseldorf; † 29. März 1924 ebenda) war ein deutscher Genremaler und Radierer der Düsseldorfer Malerschule. 

## Leben und Werk
Max Volkhart war der Sohn des Malers Wilhelm Volkhart. Wie sein Vater erhielt er eine künstlerische Ausbildung an der Königlich-Preußischen Kunstakademie in Düsseldorf. Er studierte vorwiegend bei Heinrich Lauenstein, Andreas Müller und Julius Roeting, später privat bei Eduard von Gebhardt. Unter dessen Leitung entstanden seine ersten bekannten Bilder, unter anderem eine Verbandstube in Gravelotte. Später ging er wiederholt auf längere Zeit nach Belgien und in die Niederlande, wo er teils Bilder, teils Studien nach der Natur malte. In Rotterdam führte er 1881 ein großes Panorama aus, dass den Sieg des Prinzen von Oranien über die Spanier in der Land- und Seeschlacht bei Nieuwpoort darstellt.
Im März 1883 trat Volkhart in den 1880 gegründeten Düsseldorfer Ruderverein ein. Seit 1883 hatte dieser Verein ein festes Bootshaus im Sicherheitshafen an der Kunstakademie. Entgegen dort gelisteter Maler wie Sophus Jacobsen, Fritz Neuhaus und Hermann Pohle war Volkhart wie auch Ernst Roeber und Frederick Vezin ein mäßiger Teilnehmer an sportlichen Ruderveranstaltungen.
Wie sein Vater war Volkhart auch Mitglied im Künstlerverein Malkasten. Dort beteiligte er sich am „Gartenfest zur Cornelius-Feier“ am 24. Juni 1879, am Masken-Fest im Februar 1888 „Ein Winternachtstraum“ und an dem Jubiläums-Festspiel im Juli 1898 „Eine Doppelhochzeitsfeier“, wo er Regie führte.
Seine zahlreichen Gemälde und Radierungen zeigen – unter Beachtung des jeweiligen Zeitcharakters des Bildinhalts – oft einfache Szenen aus dem 18. bis 20. Jahrhundert. Seine Arbeiten zeichnen sich durch akkurate Pinselstrichführung und sorgfältige Behandlung des Stofflichen in Anlehnung an die alten Niederländer aus.  
Hervorzuhebende Werke sind Audienz, Ein Rauchkollegium, Viel Lärm um Nichts, Das neue Buch, Der Parlamentär, Ein Duett und Der abgewiesene Freier.

## Familie
Verheiratet war Max Volkhart seit 1878 mit Anna, einer Tochter seines Lehrers Julius Roeting. Sie bekamen drei Kinder, zwei Mädchen und einen Jungen. 
Die jüngere Tochter Claire (1886–1935) erlernte die Malerei und arbeitete als Bildhauerin und Wachsbossiererin für Porzellan. Um 1912 war sie als freie Mitarbeiterin für Rosenthal tätig, von 1913 bis 1929 fertigte sie Entwürfe für die Schwarzburger Werkstätten. 1918 heiratete sie den Schauspieler Anton Theodor Selmair, bekannt seit 1927 unter dem Künstlernamen Tonio Selwart.
Der Jüngste, der Sohn Kurt, orientierte sich eher technisch und wurde Ingenieur und Automobil-Konstrukteur, Rennfahrer, später der erste Pilot eines Raketen angetriebenen Fahrzeuges und damit einer der Pioniere der Raumfahrt. Er heiratete Ilse Forberg, eine Tochter des Kupferstechers und Radierers Carl Ernst Forberg.

## Werke (Auswahl)
- Die Tochter des Hidalgo (1877), digitalisierte Ausgabe des Theaterzettels zu Stück von Edmund Henoumond im Malkasten
- Tändelei (1896)[8]
- Bildnis Emma Burmann (1896)[9]
- Verstecken (um 1904) im Kunstpalast[10]
- Bildnis Eberhard de Limon (1901)
- Bildnis Benjamin Vautier (1906)[11]